# 世界金融中心 (深圳市)
世界金融中心，又称深圳世界金融中心，是位于中国深圳罗湖深南大道的商业建筑群，深圳市標誌性建築物之一。区域的物业权由深圳茂业集团拥有，並由其旗下的崇德置业公司组织运营。

## 历史
2003年9月30日入伙。2009年8月8日正式落成启用。世界金融中心分为ABC三座。A栋名为世界金融中心，是甲级写字楼；B栋名为世金国际，是复式酒店公寓；C栋名为世金汉宫，亦是酒店公寓；其中BC座内有部分为私人工作室。整个建筑群中最高的大樓樓高207.1米（总高度222米）。

## 交通
- 深圳地铁1号线和3号线老街站
- 深圳地铁1号线国贸站

## 邻近
- 茂业奥特莱斯
- 1234Space
- 信兴广场
- 深圳万象城